# Klęcino
Klęcino (kaszb. Klicëno, Knicëno lub też Klisëno, niem. Klenzin) – wieś w Polsce położona w województwie pomorskim, w powiecie słupskim, w gminie Główczyce.

## Nazwa
Nazwa, wzmiankowana po raz pierwszy w formie Klentzin w 1505, ma pochodzenie słowiańskie. Co do jej charakteru wysunięto następujące hipotezy etymologiczne:
- nazwa topograficzna, powstała przez dodanie do pomorskiej nazwy pospolitej *klęčь ║ *klękъ „coś zgiętego” formantu -no[5],
- nazwa dzierżawcza, powstała przez dodanie do nazwy osobowej *Klęt ║ *Klęcz formantu -ino[5].

Friedrich Lorentz odnotował formę nazwy w lokalnych gwarach słowińskich: Knï̂cänɵ wraz z nazwami mieszkańców: Knȧ̃cȯu̯n, Knȧ̃cȯu̯nkă „klęcinianin, klęcinianka”. Niemiecka nazwa Klenzin jest adaptacją fonetyczną pierwotnej nazwy słowiańskiej. Współczesna polska nazwa Klęcino w miejsce oczekiwanej *Klęczno została ustalona na podstawie błędnej rekonstrukcji zaproponowanej przez Stanisława Kozierowskiego.
Rada Języka Kaszubskiego proponuje kaszubską formę nazwy Klãcëno.

## Historia
Wieś stanowiła lenno rodu von Lettow. Byli jego właścicielami do końca XIX wieku.
W 1910 wieś kupił Wilhelm von Krockow z Rumska (linia Krockow-Ossecken). W 1928 jako właściciela notowano Otto Christopha von Wickeran Grafa von Krockow, który miał czworo dzieci, z których II wojnę światową przeżył tylko urodzony w 1927 Christian Graf von Krockow. Ostatnią właścicielką majątku była hrabina Libussa von Krockow, siostra Christiana. Mieszkała w Klęcinie do 1934.
W XVII wieku Lettowowie wybudowali w Klęcinie pałac. Został rozebrany przez miejscową ludność po 1945.
Według lokalnej legendy w 1944 w piwnicy pałacu znaleziono skarb, który niespodziewanie zniknął w kolejnym roku. We wsi opowiadano o nim przez poprzednich 300 lat. Przypuszczano, że w czasie wojny trzydziestoletniej właściciele majątku ukryli w pałacu swoje dobra.
Po II wojnie światowej, w latach 1946–1947 do wsi sprowadzili się osadnicy z zachodniej części Kurpi Zielonych, m.in. ze wsi Parciaki, Żelazna, Połoń, Dynak (współczesna gmina Jednorożec) i Jastrząbka (gmina Baranowo). Była to emigracja o charakterze ekonomicznym. Do Klęcina przybyły też osoby m.in. z Janowa i Przasnysza, a w okolicy, na terenie gminy Główczyce, zamieszkały osoby z innych regionów Polski (Kieleckiego, Poznańskiego, Wileńszczyzny, Kaszub, Wołynia, Lwowskiego, Kujaw i Bieszczadów). Część przyjeżdżała dobrowolnie, inni byli przesiedlani. Niektórzy, także Kurpie, otrzymywali działki jako wojskowi. Druga fala osadnicza to lata 50. XX wieku (po wysiedleniu ludności niemieckiej). Osadnicy po kilku latach sprowadzali swoich bliskich. W pewnym okresie Kurpiów w Klęcinie było tak dużo, że tylko 3 rodziny mieszkające we wsi nie były kurpiowskie.
W latach 50. XX wieku we wsi powstało koło gospodyń wiejskich, z którego w 1973 r., po wystawieniu sztuki teatralnej opartej na zwyczajach weselnych z Kurpi, powstał zespół „Klęcinianki”. To jedyny na Pomorzu zespół kurpiowski. W 2022 r. liczył 20 osób. W 2024 r. został wyróżniony Nagrodą Prezesa Związku Kurpiów Kurpik 2023 r. w kategorii Budzenie tożsamości.
W latach 1975–1998 miejscowość administracyjnie należała do województwa słupskiego.
W 1998 r. we wsi mieszkały 353 osoby, w 2002 r. w 119 gospodarstwach domowych 360 osób, zaś w 2009 r. 359 osób. W 2018 r. na pobyt stały zameldowanych było 229 osób. Według spisu powszechnego z 2011 wieś zamieszkiwało 370 osób, zaś według spisu powszechnego w 2021 342 osoby.
Zabytkiem wsi jest cmentarz ewangelicki z końca XIX wieku i park pałacowy z I połowy XIX wieku. W miejscowości działa świetlica wiejska.
Wierni kościoła rzymskokatolickiego należą do parafii św. Apostołów Piotra i Pawła w Główczycach.